# Lac Frenchman
Frenchman Lake (aussi connu comme Frenchmen's Reservoir and several derivations thereof) est situé dans le sud-est du comté de Plumas, en Californie et fut créé par le barrage de Little Last Chance Creek. Il fut nommé d'après Frenchman Creek et Claude François Seltier, un immigrant français qui s'installa dans la région en 1858.

## Frenchman Dam
Frenchman Dam fut achevé en 1961. Projet d'irrigation du Département des ressources en eau de Californie, il consiste en un enrochement et un barrage en terre de 39 mètres de haut, avec une longueur de 220 mètres sa crête. La capacité de stockage normal en eau du réservoir est de 68 430 m3.

## Géographie
L'altitude du lac Frenchman lorsque plein est de 1 703 m. La superficie du lac Frenchman est de 639 ha. La longueur du rivage est de 34 km, la profondeur maximale atteint 31 m, mesurant en moyenne 11 m. La communauté la plus proche est Chilcoot-Vinton, Californie, est à environ 13 km au sud.

## National Forest Recreation Area
Le Service des forêts des États-Unis administre les terres forestières nationales de Plumas entourant le lac en tant que zone de loisirs forestière nationale, gérée localement dans le cadre du district de Beckwourth Ranger. L'aire de loisirs du lac Frenchman offre une grande variété d'expériences estivales en plein air, notamment: camping, pique-nique, pêche, chasse, canotage, jet ski, VTT, natation et ski nautique. En hiver, la pêche blanche, la motoneige et le ski de fond sont des activités privilégiées.
Les terrains de camping publics sont situés sur la rive sud à Cottonwood Springs, Frenchman, Spring Creek et Big Cove. De plus, il y a un autre terrain de camping situé sous le barrage le long du Little Last Chance Creek.